# 進士氏
進士氏（しんじし、しんしし、にいがたし）は、日本の氏族のひとつ。

## 進士氏の由来
- 進士とは古来中国で始まった科挙の一科目で、漢字文化圏の朝鮮半島やベトナムにも科挙の一科目として進士の制度が伝わっている。
- 日本における進士は、元来律令制の大学寮学生で、式部省が課した試験（考試）に合格した者をいう[6]。のち称号となり、さらに氏となる[6]。
- 進士の詳細は大学寮から推薦された挙人に対して式部省が行った官人登用試験の一つ。時務策と呼ばれる政務の実際問題についての論文2題と文選の上帙7か所・爾雅3か所の暗読とを課し、論文の論旨・文章が的確で、暗読6か所以上の者を及第とした。この及第の者は甲・乙に分かれ、甲第は従八位下、乙第は大初位上が授けられた。
- 庶民から進士に合格し下級官人となり、最終的に貴族にまでなった人物として勇山文継が知られている。
- 進士試廃止後は文章生の別称を進士と呼ぶ。
- 宝亀11年（780年）に追補官府（追討勅府）に「広募進士」とあるが、律令制時、軍団　（国衙軍制）に勅府で恩賞（不次=五位）を約束して諸国から「進士」=義勇兵を募集し、軍所に派遣するよう命じている。

## 進士を号した主な人物
- 尾張国造系尾張氏流の熱田大宮司家（のち権宮司）では、光保（藤進士）・奉秀（進士三郎）・廉忠（進士坊）。
- 藤原南家流では、藤原真作の子孫に、藤原清兼（中川氏・家紋は"片喰"・始祖・中河進士大夫）[6]。
- 藤原南家系熱田大宮司家では、藤原季範の子孫に、藤原範季（進士大夫)。
- 清和源氏流では、源義光（新羅三郎）の子に源義業（佐竹氏・山本氏・武田氏・小笠原氏祖/進士判官）その源義業の子に佐竹昌義（佐竹氏・家紋は"五本骨扇に月丸"・佐竹冠者）と兄弟の行義（交野氏の祖・進士次郎）。
- 橘氏流では、橘能俊で(進士）。
- 菅原氏流では、菅原道真の子に、菅原淳茂（秀才進士）。
- 海野通広なる者が進士蔵人通広と号す。出自は中原氏であるが父が海野氏の養子であるために海野を称する。海野通広が勧学院の所属なのは曾祖母が藤原敦兼の娘であるため。本願寺の膳部方に進士流が採用された由来は進士次郎左衛門尉の祖先が進士蔵人通広で親鸞の弟子となった西仏だからと伝わる。出自は海野氏を名乗ったために清和源氏と伝わる。勧学院の所属で藤原通広と称する時があるために出自が藤原氏とも伝わる。
- 巣伏の戦い『延暦7 - 8年』では、別将丈部善理・会津壮麻呂・進士高田道成ら25人が戦死と見える。蝦夷征討の状況が悪くなる度に『進士 = 文章生』が志願し鎮守府がある陸奥国多賀城に出向する旨の記述が現れる。
- 鎌倉時代には、鍛冶職人の進士三郎景政の名がみえる。太刀 銘（表）広峰山御剣願主武蔵国秩父郡住大河原左衛門尉丹治時基於播磨国宍粟郡三方西造進之（裏）備前国長船住左兵衛尉景光 作者進士三郎景政 嘉暦二二年己巳七月日（埼玉県立歴史と民俗の博物館）

景光とその弟子ないし親族と思われる景政との合作になる太刀。長文の銘文によると、秩父国（埼玉県）出身の播磨国（兵庫県）の地頭であった大河原時基が嘉暦4年（1329年）長船から景光と景政を播磨国宍粟郡三方西（兵庫県宍粟市）に呼んで作刀させ、広峯神社（兵庫県姫路市）に奉納したものであることが知られる。刃文は景光が得意とした直刃小丁子乱れである。

## 武家進士氏
- 鎌倉時代には、吾妻鏡に御家人として進士基度・進士光政・進士隆邦などが現れる。
- 三日平氏の乱の時には猪名部・春澄氏庶流の進士行綱が捕らえられるが、伊勢平氏庶流の進士基度らの主謀とわかり進士行綱は無罪となる。
- 室町期には、番帳類に進士氏一族の名がみえ、幕府の奉公衆であったことがわかる。広島大学文学部に進士文書が所蔵されており、これらによると南北朝・室町時代の進士氏は足利将軍家ゆかりの地に所領を有していたことがわかる。将軍の食膳の調理を進士氏が世襲しているのは、室町時代に、庖丁道の一つ畠山流の由来、その仕立て方、庖丁式、食事作法など膳部一切を旗本進士次郎左衛門尉へ伝えたことにより進士流という料理の流派が起こる。その後、進士氏が供御職を世襲していく。見聞諸家紋によると進士氏の家紋は"丸に頭合わせ三つ五三桐"である。
- 天文20年（1551年）、将軍足利義輝は政所執事伊勢貞孝邸で三好長慶が酒宴を行うとの情報を得て、その場で長慶を暗殺しようと奉公衆の進士賢光を伊勢邸に派遣した。賢光は酒宴中に長慶に抜刀して向かっていったが軽傷を負わせたのみで暗殺には失敗してしまい、その場で自害して果てた。
- 永禄の変では、奉公衆の進士晴舎（しんじ はるいえ）の名がみえる。三好・松永勢は清水寺参詣を名目に約1万の軍勢を結集して御所に押し寄せ、将軍に訴訟（要求）ありと偽って取次ぎを求めた。進士晴舎が訴状の取次ぎに往復する間、三好・松永の鉄砲衆は四方の門から侵入して攻撃を開始した（主導は松永久秀の息子松永久通と三好義継）。将軍方は激しく応戦し、その間に殿中では、進士晴舎が敵の侵入を許したことを詫びて御前で切腹した。足利義輝は近臣たち一人一人と最後の盃を交わし終え、主従三十名ほどで討って出た。しかし、多勢に無勢の中、昼頃には義輝主従全員が討死し、その中には晴舎の息子進士藤延もいた。将軍生母の慶寿院（近衛尚通の娘で12代将軍足利義晴の正室）も自害した。義輝正室の大陽院（近衛稙家の娘）のほうは近衛家へ送り届けられたが、義輝の寵愛を受け懐妊していた側妾の小侍従局（進士晴舎の娘）は殺害された。永禄の変以降、進士氏は勢力を弱体化するも存続する。
- 戦国武将に明智光秀の譜代衆で進士作左衛門（進士貞連）がいる。 細川家記によると、明智光秀の死後（山崎の戦い）、細川興秋に仕えている。
- 戦国時代の常山紀談に、松平康重の家臣として進士清三郎の名がみえる。
- 加賀藩給帳に進士齋宮（職制区分：平士並以上／禄高：620石／居所：長町四番丁）などの名がみえ菩提寺は臨済宗妙心寺派の高厳寺(金沢市)である事がわかる、現在の長町四番丁の氏神神社は日本七明神の金沢神明宮。
- 1649年（慶安2年）、大久保忠職が唐津藩に着任した時の船奉行に進士（にいがた）杢右衛門がいる。

## 系譜
※ 凡例 ： 太字は当主、太線は実子、細線は養子。
- 「加賀藩士諸士系譜　進士」

```
   進士氏 祖美作守 一色左京大夫子孫 義時子 左馬助為督養改作左衛門 其二三男 也
```

```
   ┏━━━━━━━━━━━━━┓
作左衛門        彦兵衛
   ┣━━━━━━━━━━━━━┓
 権兵衛           女
   ┃
 源兵衛
   ┣━━━━━━━━━━━━━━┳━━━━━━━━━━━━━━━━━━━━━┓                                             源兵衛尊登       権丞武董                  女
   ┃              ┣━━━━━━━━━━━━━━━━━┳━━━━━━━━━━┓
 権兵衛         武兵衛武明　　　　　　兵左衛門　     女
   ┣━━━━━━━━━━┳━━━━━━━━━━┓          ┣━━━━━━━━━━━━┓
源兵衛直内　　 源三朗     逸右衛門     数馬　     源蔵武保
   ┃                     ┃          ┃
  斉宮                源左衛門武成   弥門
```

- 「明智氏一族宮城家相伝系図書」（東大史料編纂所蔵）
- 「細川家家臣三宅系図」（熊本県安国寺蔵）
- 「進士春日部系図　伊勢平氏」

## 進士氏の主な分布集落
- 遠江国
  - 進士氏の逸話として「常山紀談」の「山内治大夫進士清三郎項を譲る事」に収録され次の様に載る「諏訪の原の城を甲州より攻来りて合戦あり。松平康重（康親の子）の士山内治大夫、進士清三郎、山崎惣左衛門三人殿しけるに、山内は精兵の手ききにて、射払て引退く時矢だね尽たり。山縣源四郎追かくる時、進士清三郎矢一筋を山内ふみ止りて射けるに、志村金右衛門が胸板を射通し、後の松の木に射つけたり。夫より物わかれす。山縣此の矢を康重に送り返し て、強弓精兵無双なり、とぞはめたりける。康重其矢に進士が姓名の彫付たりしを見て賞する処に、是は山内が射申たるにて候、と申す。複山内を呼出して、しか／＼なりやと聞るるに、清三郎が射たるにて候、とゆづりけり。康重両人に感状をあたへたり。世の人両人を今の孟子反といひあへり。」とある。進士清三郎は清須町奉行を務めている。高天神城攻略の補給基地として 機能した諏訪原城は、旧・金谷町にあり城のすぐ南を東海道が通り、東の金谷坂を下ると大井川をまたいで駿河国に入り、西の菊川坂を下ると小夜の中山を経由して掛川を中心とした盆地部に出でて、更に南に下れば掛川市大渕に辿り着く。西には高天神城攻略の拠点横須賀城、東には武田氏側の拠点高天神城という位置関係であることから現・島田市、現・菊川市、現・掛川市の進士氏は同族と考えられる。
    - 静岡県掛川市大渕（藤塚区及び野中区）旧・静岡県小笠郡大須賀町の進士氏の祖先は大須賀町誌[7]によると、高室神社の由緒に記述があり、長寛年間（1163年 - 1164年）に進士清蔵という者があった。生国は奥州で彼は、陸奥国鹽竈六所名神（鹽竈神社・神紋は"塩竈桜"の祭神（シオツチノオジ））の御写しを請いいただいて現在地に移し祀ったとある。高室山昌雲寺（禅宗系曹洞宗・寺紋は"丸に下がり藤"）の由緒によると、寛永年間（1624年 - 1643年） 当村進士庄左衛門並びに檀徒『有志の者で、子孫長久、家門繁栄を祈って堂宇を境内に建立したとある。現在は同じ禅宗系である臨済宗妙心寺派で無住寺である雨垂区の江岳寺が菩提寺であり同じ臨済宗妙心寺派で、旧・大東町にある三邑院の住職が兼務している。兵事/戦没者名簿には『藤塚/進士正夫・上等機関兵/進士勉・兵長/進士八郎・兵長|野中/進士春平・伍長』と載る。町内屋号調査集　出版者：大須賀町郷土研究会[8]によると、藤塚区の進士氏で、進士誠（屋号：庄屋様）藤塚村庄左衛門方の庄屋を江戸時代末期 まで務めたことがわかる。野中区の進士氏には進士松右衛門の子孫で進士福一（屋号：でんま）伝馬業・藤塚の進士一統とあり、野中区の進士氏は藤塚区の分派であることがわかる。さらに野中区で進士源吾（屋号：たな）酒販売と載る。家紋は"丸に下り藤（定紋）"と"丸に日の丸扇（替紋）"と"丸に土岐桔梗（替紋）"である。明治時代 - 昭和時代の頃、進士國平(郡会議員)と進士庄一は大渕村当時、村長を務めていた。
    - 静岡県小笠郡菊川町富田(現・菊川市）。菊川むかし話[9]（盗人坂）によると京から差向けられた落合権の守の従者に進士清蔵という強弓の達人がいてその者が土着したとある。一説（落合権の守とヤイバの雉子）には進士清蔵は横須賀方面に行ったとも伝わる。（三郡山で割腹して果てた三左衛門）では西富田の進士良夫氏宅に伝わる「刃の雉子」のお話しでは進士三左衛門が討伐に失敗し割腹して果てた。時もうつり、進士半左衛門は当地にきたり、その霊を慰めた。そして京の愛宕社の分霊を戴いて裏山に氏神として祀った。 以来、代々半左衛門を称え、村の庄屋となりその役務を果たして名字帯刀を許され、その分家も、細野、進士など三十余戸にのぼるようになった。当家の墓地には、今も十基におよぶ一石五輪塔や石幢、家型石龕など、中世から江戸時代初期にかけての供養塔や墓石が、当時を物語るかのように数多く残っている。掛川市大渕の進士氏や京都府の進士氏との繋がりもあるのだろうか。家紋は丸に立ち沢瀉等。富田区域の寺社:善福寺（曹洞宗）.永泉寺 （曹洞宗/善福寺の末寺で今廃寺).光円寺（曹洞宗/善福寺の末寺で今廃寺）・七富神社（富田氏神/祭神は伊弉諾尊.伊邪那美.素戔嗚尊.軻遇突智.菊理媛神.大山津見神.大山咋神）.御霊神社（祭神/神道家の祖先霊.神徒の家の祖神）.愛宕社(進士半左ェ門守護神).高根社(進士万四郎一族の守護神).智勝社(進士清蔵の祖先を祭ったもの)。

- 伊豆国
  - 静岡県下田市吉佐美(旧賀茂郡朝日村吉佐美)の進士氏は朝日郷月吉村-下田市吉佐美・伝承と民族[10]によると、清和源氏源義光の玄孫で義高を土着の有力者の養子に迎えた。また、進士判官源義高は統領として住み、土地の長者らに同名の姓を与えて近臣として仕え、そのまま住みついたと伝え多くの家系が存在する事が判る。宝徳院の由緒によると、宝永3年（1706年）3月梵鐘鋳造、寄進・進士権左衛門とある。家紋は「丸に笹竜胆」・「片喰」等である。吉佐美区域の寺社:宝徳院（曹洞宗）・吉佐美八幡神社（本殿祭神/誉田別命:若宮殿祭神/奥津日子神.奥津比売命:相殿祭神/阿波咩命）。

- 伊勢国
  - 三重県三重郡菰野町川北(旧・三重郡鵜川原村川北）の進士氏は員弁郡森忠地区にある教願寺（真宗大谷派）由緒によると進士久右衞門が梵鐘を寄進したとある。現在も川北地区の進士氏には20件程の檀家が残るとのこと。川北地区の寺院:光了寺 (菰野町)（浄土真宗本願寺派）.鵜川原神社 (菰野町)(主祭神・天照大御神/配神・天児屋根命、菅原道真、宇迦之御魂神、市杵島姫命、建速須佐之男命、大山祇命/合神・建御名方神、八坂刀売神、品陀和気命、若帯日子命、日本武尊、倭姫命、高皇産霊神、誉田天皇、伊邪那岐命、大雀命、天白羽神、宇気比神)、明治41年大字字一色鎮座の村社諏訪神社と大字池底字宮城鎮座の村社池底神社合祀した。明治42年には大字川北字西荒尾鎮座の村社神明社を明治43年には大字下鵜川原字佃鎮座の村社三重神社と大字吉澤字宮古鎮座の村社吉澤神社をそれぞれ合祀。
  - 朝明郡朝上村小島(現在は三重郡菰野町小島）にも進士氏がいる。小島地区の寺社:金蔵寺（真宗大谷派）・耳常神社（祭神/鷹神天皇.天照大神.保食神.武速佐之男命.市杵島姫命.大山祇命)。

```
菰野町の進士氏は
伊勢平氏
と伝える。鎌倉時代の武将で
平基度
（通称：進士三郎）を祖としている。伊勢
春日部氏
参照。 
員弁郡
東員町
の
猪名部神社
の由緒には
猪名部氏
系
春澄善縄
の子孫
進士行綱
の名が記載あり。元・
天台宗
で現代は
浄土真宗
本願寺派
の員弁山
浄源寺
（東員町）の由緒に元来は員弁寺と称していたが、創建者である
春澄善縄
の子孫の進士行綱の子である行径が浄源坊と称し寺に住だ縁で寺号が
浄源寺
になったと伝える。伊勢平氏系と
猪名部氏
系の2系統が混在している。
三重県
津市
久居寺町
に臨済宗妙心寺派である
天徳山瑞鳳寺(てんとくさん ずいほうじ)
の現・
住職
に
進士登成
がいる。
```

- 越前国
  - 福井県丹生郡朝日町田中（現・越前町)の進士氏は加賀藩給帳に載る進士氏とに関係があるのだろうか。越前町天王に鎮座する八坂神社(越前町)祇園天王宮の伝承では中世以来、田中郷の惣社として繁栄したと天王宮の氏子は旧田中郷13か村(田中・清水山・馬場・市・乙坂・甑谷・坪谷・真栗・御油・在田・栃川・宝泉寺・天王)で祭神は素戔嗚尊・奇稲田姫命・応神天皇の三体で境内地には(八幡神社・市姫神社・愛宕神社・白山神社・辻神社・神明神社・天満神社・薬師神社・御塔神社)の九社の境内末社が合祀され応安7年に若八幡神社を合併、別に一社の雨夜神社が有り稲荷神社が合併されて鎮座とあり、進士正家文書によると少なくとも延文3年の南北朝時代から始まり大宮司貞友を祖先とする進士家は近世に入って社家を退いたとある。家紋は「九曜」。田中地区の寺社:薬王寺（天台真盛宗）.善行寺（浄土真宗本願寺派）.専妙寺（浄土真宗本願寺派）・白山神社（祭神/菊理媛神）。
- 山城国及び丹波国
  - 遠江国小笠郡富田の進士氏の祖先は京から来た者と伝える。繋がりがあるのだろうか。
    - 京都府京都市中京区西ノ京北聖町（大学寮址）。西ノ京南聖町(奨学院址)。西ノ京勧学院町(勧学院址)。二条通堀川西入二条城町(二条城)。大学寮址、大学別曹址、二条城のある京都市内（中京区西ノ京南聖町等）に進士氏が点在する。西ノ京南聖町は八坂神社が氏子区域。加賀藩の武家進士氏は臨済宗妙心寺派の高厳寺が菩提寺である。
    - 南丹市園部町南大谷野口（旧・船井郡東本梅村南大谷）。広島大学所蔵　猪熊文書（一）「進士文書」に収録されている文書には丹波国船井郡野口に関する文書や建武四年十月、佐竹貞義配下の中賀野義長指揮下での陸奥国行方郡・標葉郡・樽葉郡の諸郡における軍功を示す軍忠状がある。[11]南大谷区域の寺社:浄光寺（曹洞宗）・薮田神社（主祭神/伊奘諾尊.月夜見尊.素戔嗚尊:相殿祭神/猿田彦神）.山神社（祭神/大山津見神）。

## 進士氏の家紋

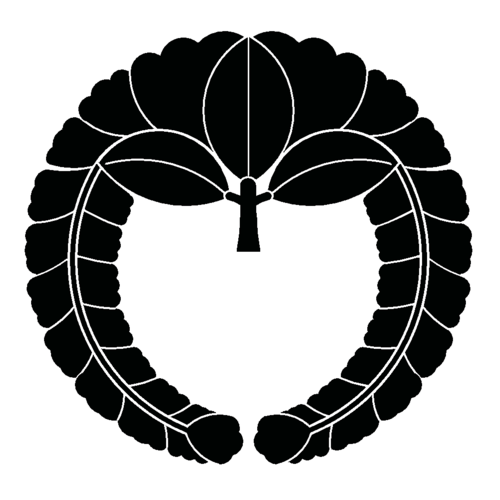
進士氏（旧・藤塚村）の定紋「まる に さがりふじ 丸に下り藤」 注）正式は丸があり
進士氏（旧・藤塚村）の替紋「まる に ひのまるおうぎ 丸に日の丸扇」
進士氏（旧・藤塚村）の替紋「まる に とききょう 丸に土岐桔梗」 注）正式は丸があり
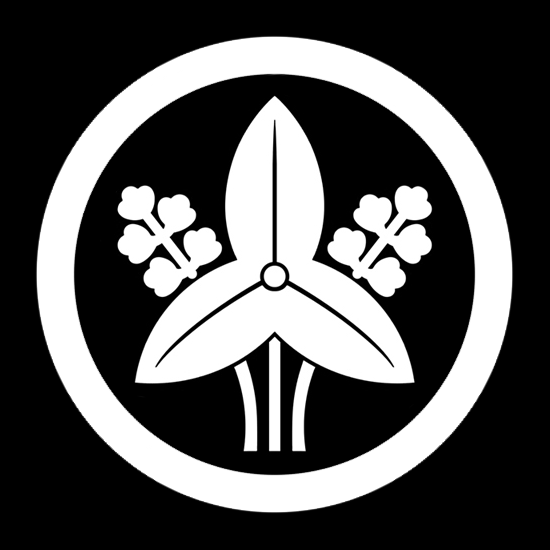
進士氏（旧・河城村）の定紋「まる に たちおもだか 丸に立ち沢瀉」
進士氏（越前町）の定紋「くよう 九曜」
進士氏（下田市吉佐美）の定紋「酢漿草」
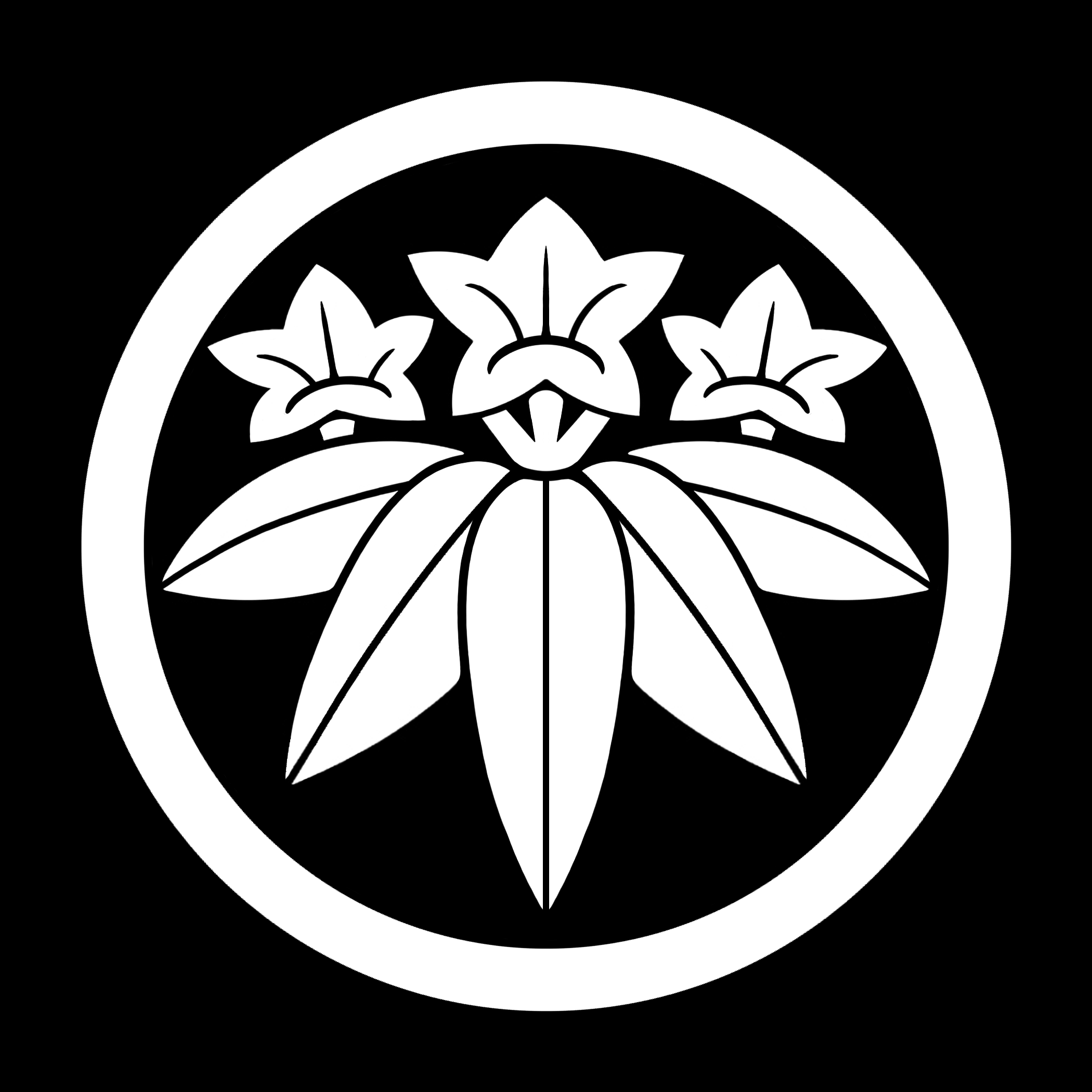
進士氏（下田市吉佐美）の定紋「まる に ささりんどう 丸に笹竜胆」

## 進士氏の著名人

### 政治家
- 進士國平（しんじ くにへい） - 静岡県小笠郡郡会議員・静岡県小笠郡大渕村村長[12]
- 進士庄一（しんじ しょういち） - 静岡県小笠郡大渕村村長
- 進士仁右衛門（しんじ じんうえもん） - 福井県丹生郡郡会議員[13]
- 進士忠夫（しんじ ただお） - 静岡県小笠郡河城村有給助役
- 進士忠庸 - 三重県三重郡菰野町収入役[14]
- 進士久次 - 三重県三重郡鵜川原村村長
- 進士藤右衛門（しんじ ） - 静岡県賀茂郡朝日村村長
- 進士保十（しんじ ） - 静岡県小笠郡河城村村議会議員[15]
- 進士萬吉（しんじ ） - 京都府船井郡東本梅村村長

### 学者
- 進士晃（しんじ あきら） - 東京大学理学博士
- 進士五十八（しんじ いそや)  - 東京農業大学学長
- 進士織平（しんし おりへい） - 昆虫学者
- 進士淳平 (しんじ じゅんぺい)  - 東京大学 農学生命科学 特別研究員-PD
- 進士誠一 (しんじ せいいち)  - 日本医科大学医学博士
- 進士誉夫（しんじ たかお)  - 東京ガス 基盤技術部 スマートエネルギー技術センター長
- 進士忠彦（しんじ ただひこ） - 東京工業大学 科学技術創成研究院 教授
- 進士久明（しんじ ひさあき)  - 神奈川歯科大学歯学博士
- 進士秀明（しんし ひであき)  - 独立行政法人産業技術総合研究所・生物機能工学研究部門・グループ長
- 進士昌明(しんし まさあき)  - 京都大学工学博士
- 進士正夫（しんじ まさお） - 東京帝国大学医学博士
- 進士正人 (しんじ まさと)  - 山口大学 大学院創成科学研究科 教授
- 進士安治（しんし やすじ)  - 九州大学農学博士
- 進士靖幸（しんし やすゆき） - 札幌医科大学医学博士
- 進士雄二（しんじ ゆうじ） - 東京医科歯科大学医学博士
- 進士豊（しんじ ゆたか） - 東北大学工学博士
- 進士義剛（しんじ よしたけ） - 大阪大学医学博士
- 進士喜英（しんし よしひで） - 岡山大学環境学博士
- 進士慶幹（しんじ よしもと） - 日本史学者

### 軍人
- 進士樸郎 (しんし ぼくろう)  - 軍医大佐
- 進士正吉 (しんし まさよし)  - 陸軍少佐

### 俳優
- 進士晴久（しんし はるひさ） - 俳優

### スポーツ選手
- 進士海理（しんじ かいり） - 日本サーフィン連盟・強化指定選手
- 進士祝也（しんじ しゅうや） - プロサーファー
- 進士剛光（しんじ たかみつ） - プロサーファー
- 進士峰子（しんじ みねこ） - プロボウラー
- 進士優一（しんし ゆういち） - プロテニス選手
- 進士祐介（しんし ゆうすけ） - アメリカンフットボール選手
- 進士理音（しんじ りおん） - 日本サーフィン連盟・強化指定選手

### その他
- 進士信元（しんじ のぶもと） - 三重県士族（進士信俊の二男）